# Entrages
Entrages is een gemeente in het Franse departement Alpes-de-Haute-Provence in de regio Provence-Alpes-Côte d'Azur en maakt deel uit van het arrondissement Digne-les-Bains. De gemeente telde 100 inwoners op 1 januari 2022.

## Geografie
De oppervlakte van Entrages bedraagt 22,61 vierkante kilometer; Op 1 januari 2022 was de bevolkingsdichtheid 4,4 inwoners per km².
De onderstaande kaart toont de ligging van Entrages met de belangrijkste infrastructuur en aangrenzende gemeenten.

## Verkeer & vervoer
In de gemeente ligt spoorwegstation Chabrières.

## Demografie
Onderstaande figuur toont het verloop van het inwonertal.
Vanwege een beveiligingsprobleem met de MediaWiki Graph-software is het momenteel niet mogelijk deze grafiek weer te geven. Zodra de software is bijgewerkt zal de grafiek vanzelf weer zichtbaar worden.